# Archibald Menzies
Archibald Menzies, pronuncia IPA [meŋis] (Weem, 15 marzo 1754 – Londra, 15 febbraio 1842), è stato un chirurgo e naturalista scozzese.
Mentre lavorava col fratello maggiore William nei Royal Botanical Gardens, attirò l'attenzione del Dr. John Hope, professore di botanica alla Università di Edimburgo, che lo incoraggiò a studiare medicina in tale università. Dopo essersi laureato in chirurgia lavorò per qualche tempo come assistente di un medico di Caernarfon, poi si arruolò nella Royal Navy come assistente chirurgo.
Nel 1786 si imbarcò come chirurgo sulla Prince of Wales per un viaggio verso il pacifico settentrionale attraverso capo Horn. La nave, assieme alla Princess Royal, visitò il Nord-America, la Cina e le isole Hawaii. Durante il viaggio Menzies raccolse molti esemplari botanici, oltre ad occuparsi della salute dell'equipaggio.
Tornato in Inghilterra nel 1789, fu ammesso nel 1790 alla Linnean Society. Nello stesso anno Menzies fu scelto per accompagnare come naturalista il capitano George Vancouver nel suo viaggio intorno al mondo a bordo della nave HMS Discovery. Dopo che il chirurgo della spedizione si ammalò, Menzies ne fece le veci.
Nel 1794, mentre la Discovery era in sosta alle Hawaii per trascorrere l'inverno, assieme al tenente Joseph Baker e ad altri due uomini fece la prima ascensione di cui si ha notizia del Mauna Loa. Tramite un barometro portatile Menzies fece una misurazione dell'altezza della montagna, che gli risultò essere di 4134 metri (l'altezza effettiva è di 4169 metri).
Dopo questo viaggio ne fece altri con la Royal Navy nelle Indie Occidentali, dopodiché si ritirò dalla Marina per diventare un medico chirurgo nel quartiere londinese di Notting Hill. Divenne presidente della Linnean Society dopo la morte di A.B. Lambert.

## Contributi scientifici
Archibald Menzies è commemorato nella nomenclatura scientifica di molte delle piante che scoprì durante i suoi viaggi. Anche la Pseudotsuga menziesii (abete di Douglas), benché scoperta da David Douglas, porta il suo nome.
Tra le specie botaniche che introdusse in Europa le seguenti:
- Araucaria araucana
- Arbutus menziesii
- Banksia menziesii
- Chamaecyparis nootkatensis (cipresso di Notka)
- Erysimum menziesii
- Eschscholzia californicum (papavero della California)
- Mahonia aquifolium (vite dell'Oregon)
- Nemophila menziesii
- Picea sitchensis (peccio di Sitka)
- Pinus contorta
- Pinus monticola
- Pinus strobus (pino di Weymouth)
- Populus tremuloides (pioppo tremulo)
- Populus trichocarpa
- Ribes menziesii
- Ribes sanguineum
- Sequoia sempervirens
- Thuja plicata
- Tolmiea menziesii
- Tsuga heterophylla
- Umbellularia californica
- Verticordia